# Acer Switch 3
Das Acer Switch 3 ist ein Convertible-PC des taiwanesischen Herstellers Acer aus dem Jahre 2017, welches an das Konzept der Surface-Geräte von Microsoft angelehnt ist. Es ist von der Ausstattung und vom Preis her eher im Einsteiger- bis Mittelklasse-Segment angesiedelt.

## Technische Daten
Das IPS-Display des Acer Switch 3 ist 31 cm (12,2 ") groß und besitzt eine Displayauflösung von 1920 × 1200 Pixel, die eine Pixeldichte von 186 Pixeln pro Zoll (PPI) ergibt. Eine Stifteingabe mittels des separat erhältlichen Acer Active-Stylus oder des Surface Pen möglich.
Als Prozessor kommt im Acer Switch 3 der Intel Pentium N4200 zum Einsatz, mit 4 GB DDR3-Arbeitsspeicher und 64 GB Massenspeicher (Hynix HCG4a2). Die integrierte Grafikkarte ist die Intel HD Graphics 505. Optional ist auch eine Variante mit dem Intel Celeron N3350-Prozessor verfügbar.
Als Anschlüsse stehen ein USB 3.0 Typ-A-Anschluss, ein USB 3.1 Gen 1 Typ-C-Anschluss, ein Kopfhöreranschluss, ein SD-Karten-Lesegerät im Format microSD sowie der Ladeport zur Verfügung. Verbaut sind zudem eine 5-Megapixel-Kamera auf der Rückseite, sowie eine 2-Megapixel-Frontkamera.

## Design und Gehäuse
Das Gehäuse des Acer Switch 3 ist in der Farbe grau gehalten und besteht aus Metall, ebenso wie der optional ausklappbare Bügel, mit dem sich das Gerät aufstellen lässt. Die Maße des Switch 3 sind 1 cm × 29,5 cm × 20,1 cm und das Gewicht beträgt 877 g.
Im Lieferumfang des Gerätes befindet sich das Tastatur-Cover, welches aus schwarzem Kunststoff besteht. Dieses wird mittels Magneten an der Unterseite des Switch 3 befestigt. Eine Tastaturbeleuchtung ist nicht vorhanden, dafür aber ein Multitouchpad. An dem Tastatur-Cover befindet sich eine Lasche, in welche der Stift eingefügt wird. Gegenüber der Surface-Reihe ist hier der Vorteil, dass der Stift nicht einfach abgeht. Dafür ist das Einfügen nicht so intuitiv wie die magnetische Haftung des Stiftes an Surface-Geräten.

Galerie
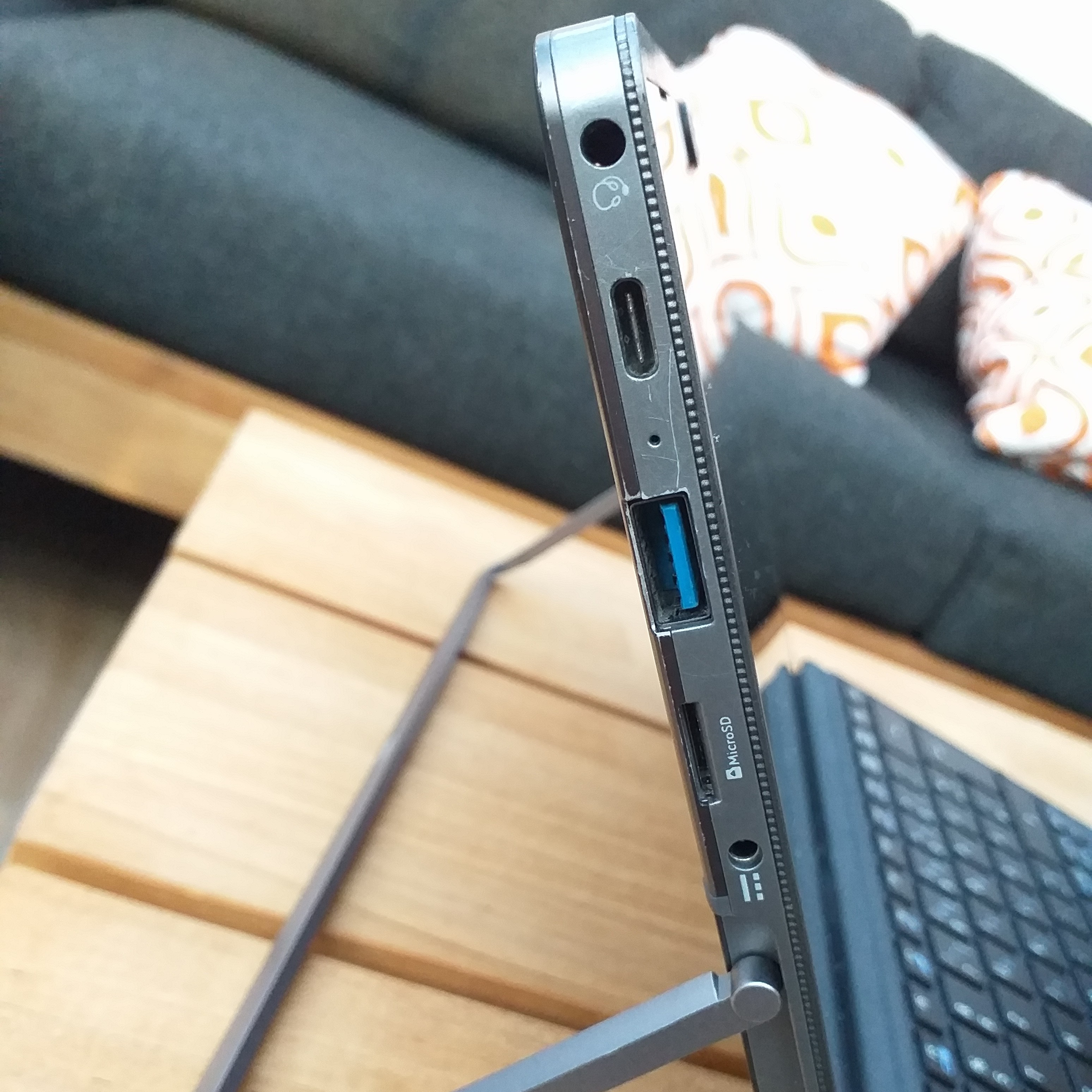
Die Anschlüsse des Acer Switch 3
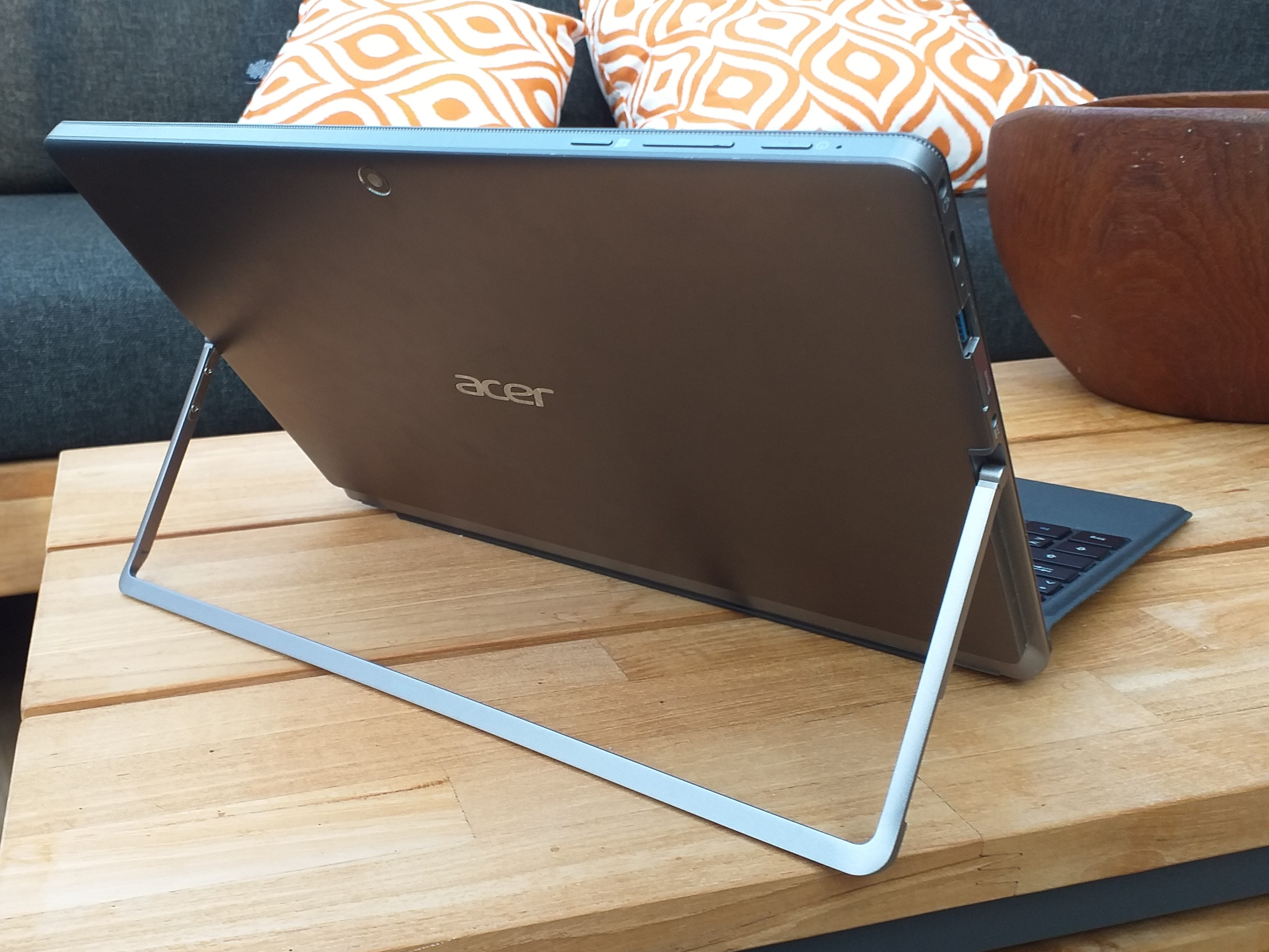
Die Rückseite des Switch 3